# Tanya Tagaq Gillis
Tanya Tagaq Gillis, conosciuta anche come Tanya Tagaq o semplicemente Tagaq (Cambridge Bay, 5 maggio 1975), è una cantante canadese.

## Biografia
Nata a Cambridge Bay (Ikaluktuutiak), nella provincia del Nunavut, si è laureata all'Accademia delle Arti della Nuova Scozia. 
Le sue canzoni derivano dall'elaborazione di una modalità canora tipica del popolo Inuit, detta Katajjaq, canto di gola, che viene solitamente eseguita da due donne. Tagaq ne ha invece creato una forma particolare, per cui non ha bisogno di una partner.
Nel 2004, ha partecipato all'album Medúlla di Björk, e l'anno successivo ha partecipato, sempre assieme a Björk, alla colonna sonora di Drawing Restraint 9, film di Matthew Barney, con la canzone Pearl.
Nel 2005 ha pubblicato l'album Sinaa (che in inuktitut significa bordo), in cui è contenuto anche il duetto con Björk Ancestors.

## Vita privata
Attualmente vive in Spagna, con il marito e la figlia.

## Discografia
- 2005 - Sinaa
- 2008 - Auk/Blood
- 2011 - Anuraaqtuq
- 2014 - Animism
- 2016 - Retribution
- 2019 - Toothsayer
- 2022 - Tongues

## Filmografia parziale

### Televisione
- North of North – serie TV (2025)